# Catasticta incerta
Catasticta incerta är en fjärilsart som först beskrevs av Paul Dognin 1888.  Catasticta incerta ingår i släktet Catasticta och familjen vitfjärilar.
Artens utbredningsområde är Ecuador. Inga underarter finns listade i Catalogue of Life.